# Mücahit
Mücahit ist ein türkischer männlicher Vorname arabischer Herkunft mit der Bedeutung „Glaubenskämpfer“.

## Namensträger
- Mücahit Can Akçay (* 1998), türkischer Fußballspieler
- Mücahit Albayrak (* 1991), türkischer Fußballspieler
- Mücahit Atalay (* 1991), türkischer Fußballtorhüter
- Mücahit Ceylan (* 1991), belgisch-türkischer Fußballspieler
- Fehim Mücahit Serçe (* 1996), türkischer Fußballspieler